# David McComb
Pour les articles homonymes, voir McComb.
David Richard McComb est un auteur-compositeur et interprète australien de rock. Né à Perth, le 17 février 1962, il est décédé des suites d'une opération chirurgicale le 2 février 1999 à Melbourne.

## Biographie
Né de parents religieux, il remporte à l'école des prix de littérature anglaise et de théologie, influence qui se ressentira dans ses albums.

### The Triffids(1976-1989)
En 1976, il fonde avec  Alan MacDonald le groupe Dalsy qui devient ensuite Blok Musique puis The Triffids. En 1980, le groupe remporte un concours et sort son premier single, Stand up et en 1982, son premier album, Treeless Plain. Suivront en 1985, Born Sandy dévotion, en 1986, Wide Open Road et In the Pines et en 1987 Calenture. L'album est bien reçu par la critique mais n'obtient pas un immense succès. En 1989, McComb écrit The Black Swan et devant l'échec commercial décide de quitter le groupe et de se lancer dans une carrière solo.

### Carrière solo
En 1991, il participe à l'Hommage à Leonard Cohen, I'm Your Fan et sort l'album Love of Will pour Mushroom Records puis en 1993 Never Comin' Down avec trois anciens membres de The Triffids.

### Maladie
McComb souffre de maux de dos et doit lutter contre l'alcoolisme et les abus d'amphétamine et d'héroïne. Il développe alors une cardiomyopathie. Il subit en 1996 une transplantation cardiaque. Il meurt en 1999 d'un rejet de cette transplantation dû à un excès d’héroïnes.

## Discographie

### avec The Triffids

#### Cassettes
- 1978 : Tape One
- 1978 : Tape Two
- 1979 : Tape Three
- 1979 : Tape Four
- 1980 : Tape Five
- 1981 : Tape Six
- 1983 : Dungeon Tape
- 1988 : Son of Dungeon Tape
- 1988 : Jack Brabham Tape

#### Singles et EP
- 1981 : Stand Up
- 1982 : Reverie (EP)
- 1982 : Spanish Blue/Twisted Brain
- 1983 : Bad Timing and Other Stories (EP)
- 1984 : Beautiful Waste
- 1984 : Lawson Square Infirmary (EP)
- 1984 : Raining Pleasure (EP)
- 1985 : Field Of Glass (EP)
- 1985 : You Don't Miss Your Water
- 1986 : Wide Open Road
- 1987 : Bury Me Deep in Love
- 1987 : The Peel Sessions (EP)
- 1988 : Trick of the Light
- 1988 : Holy Water
- 1989 : Goodbye Little Boy
- 1989 : Falling Over You

#### LP
- 1983 : Treeless Plain
- 1986 : Born Sandy Devotional
- 1986 : Love In Bright Landscapes (compilation)
- 1986 : In The Pines
- 1987 : Calenture
- 1989 : The Black Swan
- 1990 : Stockholm (live)
- 1994 : Australian Melodrama (compilation)

### avecthe Blackeyed Susans

#### Singles et EP
- 1990 : Some Births Are Worse Than Murders
- 1991 : ...Depends On What You Mean By Love
- 1994 : This One Eats Souls
- 1996 : Mary Mac

#### LP
- 1992 : Welcome Stranger
- 1993 : All Souls Alive

### Solo

#### LP
- 1994 : Love of Will

#### EP
- 1989 : I Don't Need You (avec Adam Peters) (Island Records)
- 1991 : The Message (The Foundation Label)
- 1994 : Setting You Free (White Label Records)
- 1994 : I Want To Conquer You (White Label Records)
- 1994 : Clear Out My Mind (White Label Records)

#### Compilations
- 1988 : Til Things Are Brighter : A Tribute To Johnny Cash (Rhino Records) : Country Boy
- 1991 : I'm Your Fan : The Songs Of Leonard Cohen (Columbia Records) : Don't Go Home With Your Hard On
- 1996 : Where Joy Kills Sorrow (W.Minc Records) : Still Alive And Well